# Death Valley Junction
In de Verenigde Staten in de Mojavewoestijn ligt het gehucht Death Valley Junction. In het gehucht wonen ongeveer 20 personen, onder wie Marta Becket. Deze dame runt het Amargosa Opera House and Hotel, dat in Nederland op televisie te zien was bij Max Westermans Max in alle staten.

## Geschiedenis
Death Valley Junction is rond 1907 gesticht.
In 1914 reed er een trein naar Death Valley Junction, deze vervoerde borax. In 1928 is deze treindienst gestaakt.
Van 1923 to 1925 werden er door de pacific coast borax company gebouwen neergezet.
Sinds 1980 is het plaatsje opgenomen in de National Register of Historic Places van de V.S..

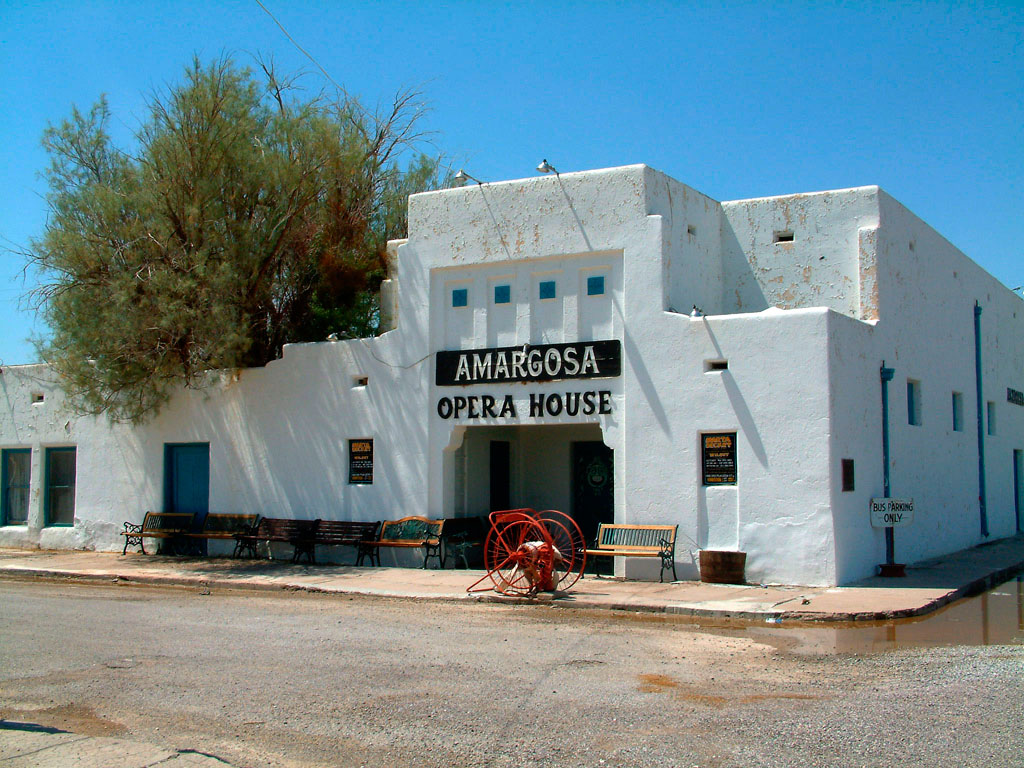
Amargosa Opera House